# Кайысой, Мюшфика
Айше́ Дестизе́р Мюшфика́ Кады́н-эфе́нди (тур. Ayşe Destizer Müşfikâ Kadın Efendi) после 1934 года — Мюшфика́ Кайысо́й (тур. Müşfikâ Kayısoy; 10 декабря 1867, Хопа — 18 июля 1961, Стамбул) — восьмая жена османского султана Абдул-Хамида II и мать Хамиде Айше-султан.

## Биография

### Происхождение и ранние годы
Мюшфика родилась в 1867 году в черкесской семье в городе Хопа. Имя при рождении — Айше; родителями Айше были Агыр Махмут-бей и Эмине-ханым. Кроме Айше в семье было двое детей: дочь Фатьма, которая была младше Айше на год, и сын Шахин, который был на семь лет старше Айше. Махмут-бей поступил на службу добровольцем во время войны с Россией в 1877—1878 годах, оставив свою семью на попечении у армейского офицера Хюсейна Васфи-паши.
Жена Хюсейна Васфи, Безминигяр-ханым, приходилась Махмуту кузиной и до замужества служила у валиде Пертевниял-султан. Было принято решение переправить семью Махмута в Стамбул к Безминигяр. Айше в это время было всего три года. Пертевниял-султан тяжело переживала смерть сына султана Абдул-Азиза. Удовольствие и отвлечение в это время ей давало только общение с детьми. Смерть сына делала её ещё более богобоязненной и много времени бывшая валиде проводила за чтением детям Корана. Зная об этом, Безминигяр решила представить семью Махмут-бея своей госпоже. Она с трудом убедила Эмине-ханым взять для знакомства во дворец своих дочерей. Пертевниял-султан была очарована прекрасным лицом Айше, её светлыми волосами и голубыми глазами, и красивыми кудрями Фатьмы. Она приняла решение взять девочек под опеку и вырастить их как своих детей. Каждой девочке была выделена собственная калфа. Эмине и Шахин оставались в доме Безминигяр вплоть до смерти Махмута, после чего отправились на родину. Больше о них ничего неизвестно. Пертевниял изменила имена девочек на Айше Дестизер и Фатьму Дестипер.

### Жена султана
Когда Пертевниял умерла в 1883 году, жители её дворца были переведены во дворец Долмабахче. Когда Айше Дестизер было 14 лет, её заметил Абдул-Хамид, взявший в привычку посещать гарем в праздничные дни после всех церемоний. В этот же день по приказу султана она вместе с сестрой была доставлена во дворец Йылдыз. Фатьма была назначена хазнедар и получила новое имя — Шукрие-ханым. В 25 лет Фатьма была выдана замуж за Халида-пашу, второго сына главного портного Абдул-Хамида и его молочного брата Исмет-бея. За пять месяцев до смерти Абдул-Хамида Фатьма умерла от тифа. По приказу султана её похоронили в Румелихисаре на государственные средства.

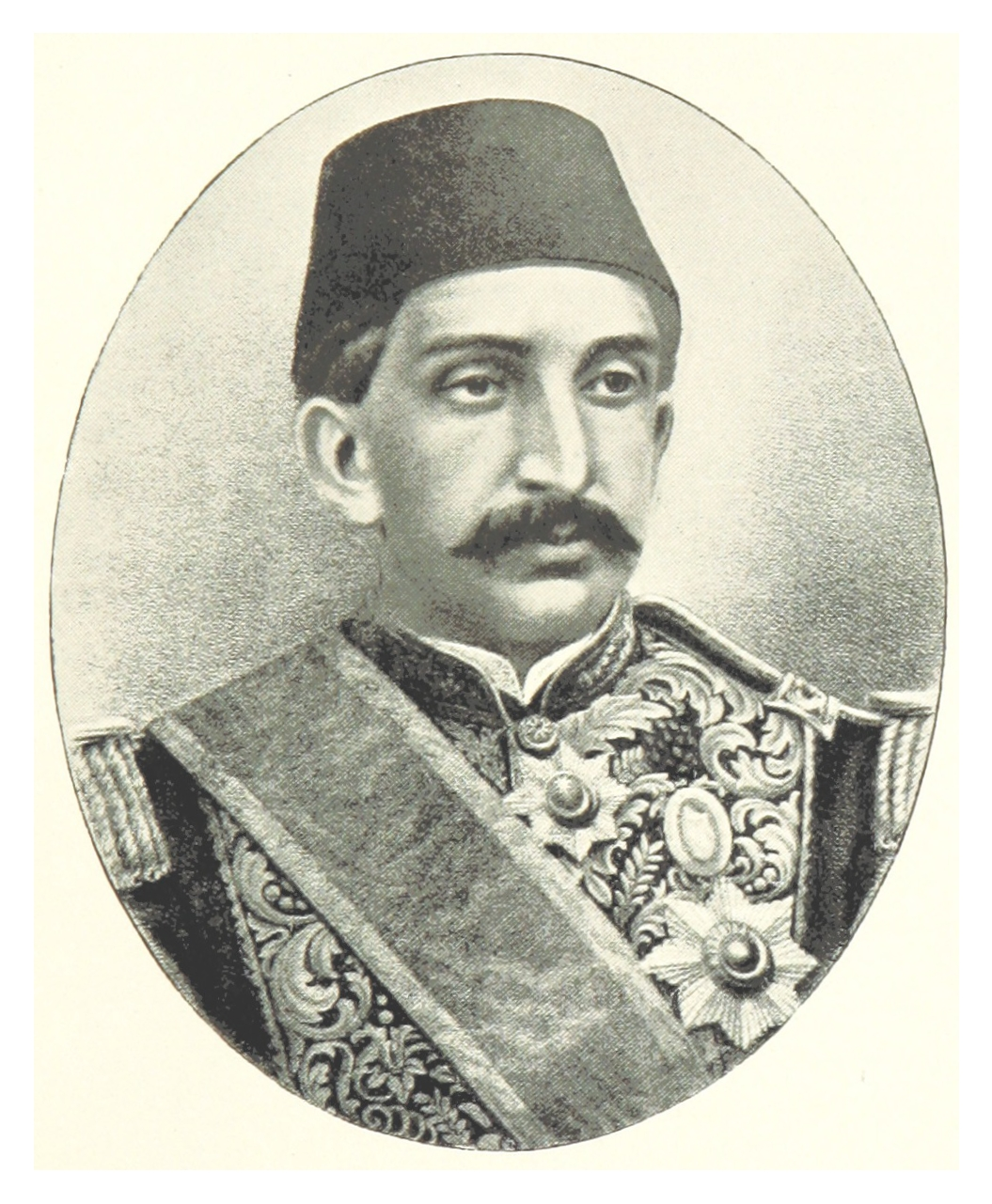
Абдул-Хамид II в 1893 году

Брак между Айше и Абдул-Хамидом был заключён 12 января 1886 года во дворце Йылдыз. Брак был заключён Сеидом Эсадом-эфенди и засвидетельствован Хаджи Махмудом-эфенди, имамом Кягытхане Али-эфенди и старшим конюшим Шерафеддином-агой. В качестве первого подарка для своей новой жены Абдул-Хамид выбрал эксклюзивный экземпляр Священного Корана. Он сказал: «Я хочу выбрать тебе имя. Я открою Коран и мы увидим, какое имя даст тебе Всевышний». Взгляд султана упал на имя Мюшфика («сострадательная»; стих 28, глава «Пророки»). Имя вполне соответствовало Айше и ей была заказана именная печать. Как и для других жён, для Мюшфики была создана так называемая «малая канцелярия», где девушка могла читать, писать письма и заниматься другими делами. Кроме того, для неё был сформирован штат прислуги, который возглавила Дилесрар-калфа, служившая ещё со времён Абдул-Меджида I.
Через год после свадьбы, 31 октября 1887 года, родился единственный ребёнок Мюшфики — дочь Айше. Абдул-Хамид был очень рад и подарил драгоценную брошь Филюрье-калфе, принесшей весть о рождении дочери, и 300 лир Эбезаде Камиле-ханым, бывшей акушеркой при рождении Айше. Кроме того, дары были посланы и доктору Триандафилидису, специалисту по женским заболеваниям того времени, который осматривал Мюшфику каждую неделю во время беременности. Айше-султан родилась крепким, здоровым ребёнком, весом в 3,5 кг. Ещё до рождения султанши Абдул-Хамид решил назвать ребёнка Айше, если это будет девочка, и Муса, если мальчик. Через два дня была проведена церемония наречения. В течение недели проводились различные церемонии, в число которых вошла и ночь хны Мюшфики.
Мюшфика вместе с дочерью сопровождала мужа, когда Абдул-Хамид находился в изгнании на вилле Аллатини в Салониках, и вернулась в Стамбул вместе с ним в 1912 году. Мюшфика действительно оказалась сострадающей: она разделила все невзгоды с мужем, выпавшие на его долю, и держала его в своих объятьях, пока он умирал во дворце Бейлербеи. Она пожертвовала тот самый Коран, что получила в подарок на свадьбу, благотворительному фонду для поддержания мавзолея мужа.
Будучи побочным членом Династии, Мюшфика получила право остаться в стране, когда султанская семья была выслана в 1924 году. Её дочь Айше-султан уехала в Париж, где провела 28 лет. Мать и дочь встретились лишь в 1952 году, когда Айше разрешено было вернуться на родину. В 1934 году Мюшфика взяла фамилию Кайысой по происхождению династии мужа из племён Кайи. Мюшфика умерла 18 июля 1961 года в своём доме в Серенджибее, пережив дочь на год. Похоронена на кладбище Яхьи-эфенди.